# Beretta 90two
A Beretta 90two é uma pistola semiautomática da Beretta com características da famosa pistola Beretta 92.

## Visão geral
Na Beretta 90two, até o nome é sugestivo ou aproveita a fama da Beretta 92. Agregando as inovações e perfis modernos, está disponível apenas no calibre  9mm Parabellum e .40 S&W. Já vindo disponível o trilho para adaptação de laser ou lanterna, típico de pistolas de especialistas.
Nela foi utilizado um revestimento de bruniton, que aumenta proteção contra corrosão, diminui a resistência ao atrito nas partes deslizantes da pistola. Com designe ergonômico, sua empunhadura pode ser adaptada para quem tem mãos pequenas, além do desenho que permite melhor aderência na parte dianteira e traseira do cabo, mesmo em condições úmidas.
Assim como na Px4 Storm, essa pistola vem com massa e alça de mira em superluminova, um material que depois de exposto a luz, permite visão dos dispositivos de mira em ambiente escuro por até trinta minutos.
No calibre 9mm Parabellum pode carregar até 17 cartuchos, mas com alongador chega a 20. No calibre .40 S&W a arma pode chegar a 12 cartuchos, sem o alongador.
Assim com na Px4 Storm, a 90two pode travar a arma em ação simples e na "desistência" de uso da arma em situação de "alerta vermelho", pode ser efetuado o "decocking" ("desengatilhar"). Na 90two, o botão de "decocking" é ambidestro, o que garante maior segurança. 

## Galeria

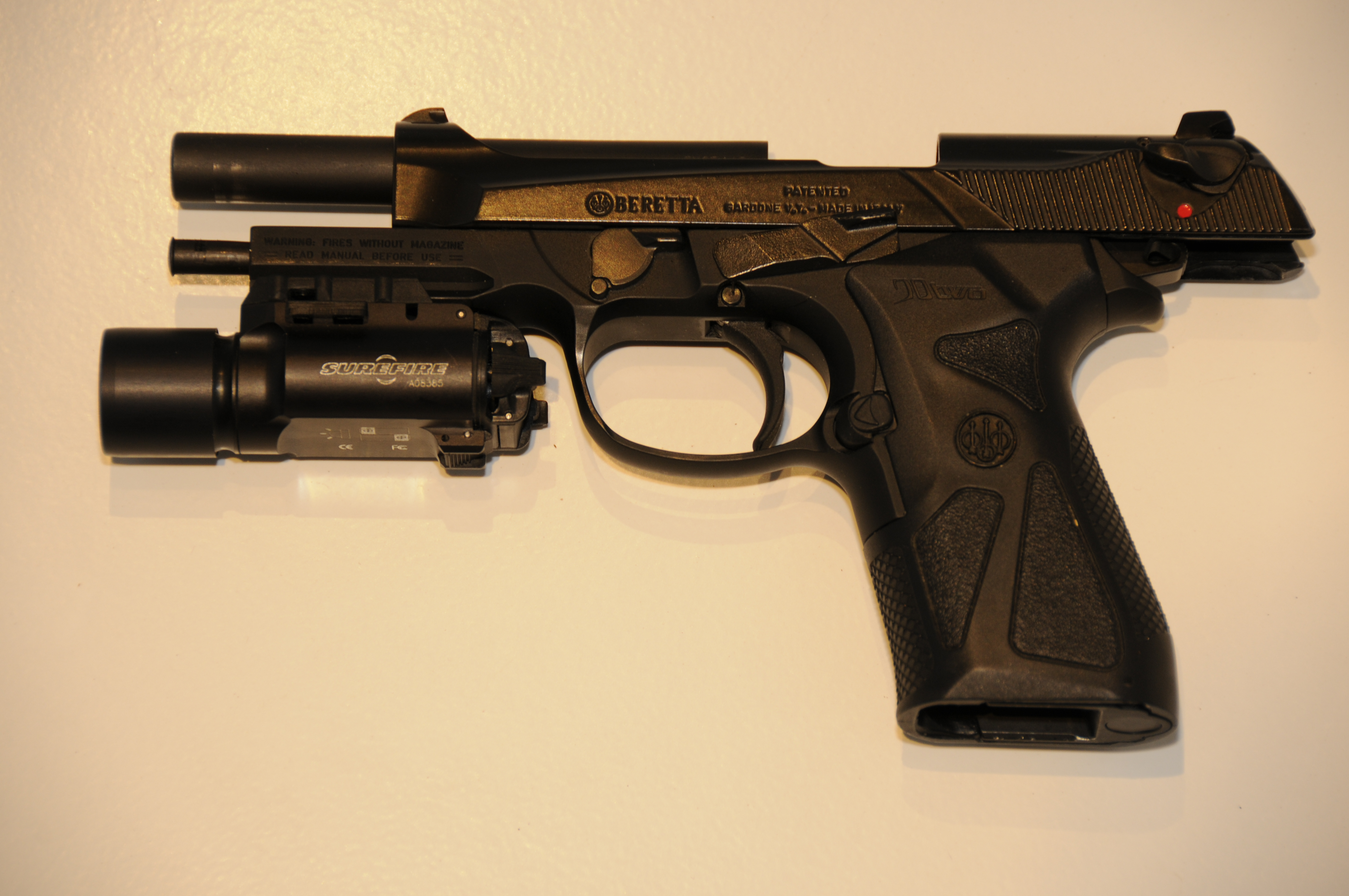
Lâmina aberta com uma lanterna SureFire montada no trilho Picatinny
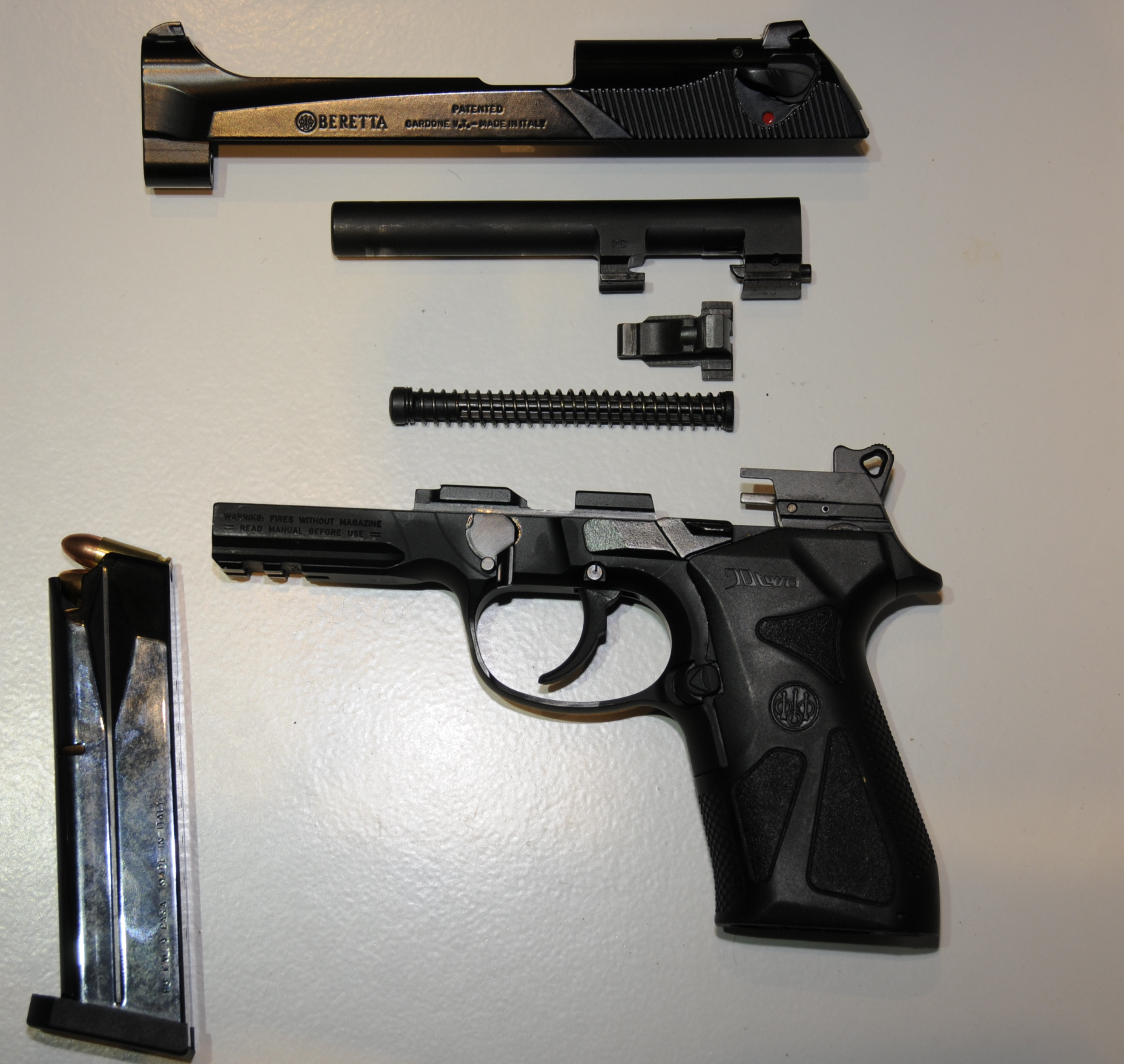
Campo despojado, com pente de 17 cartuchos
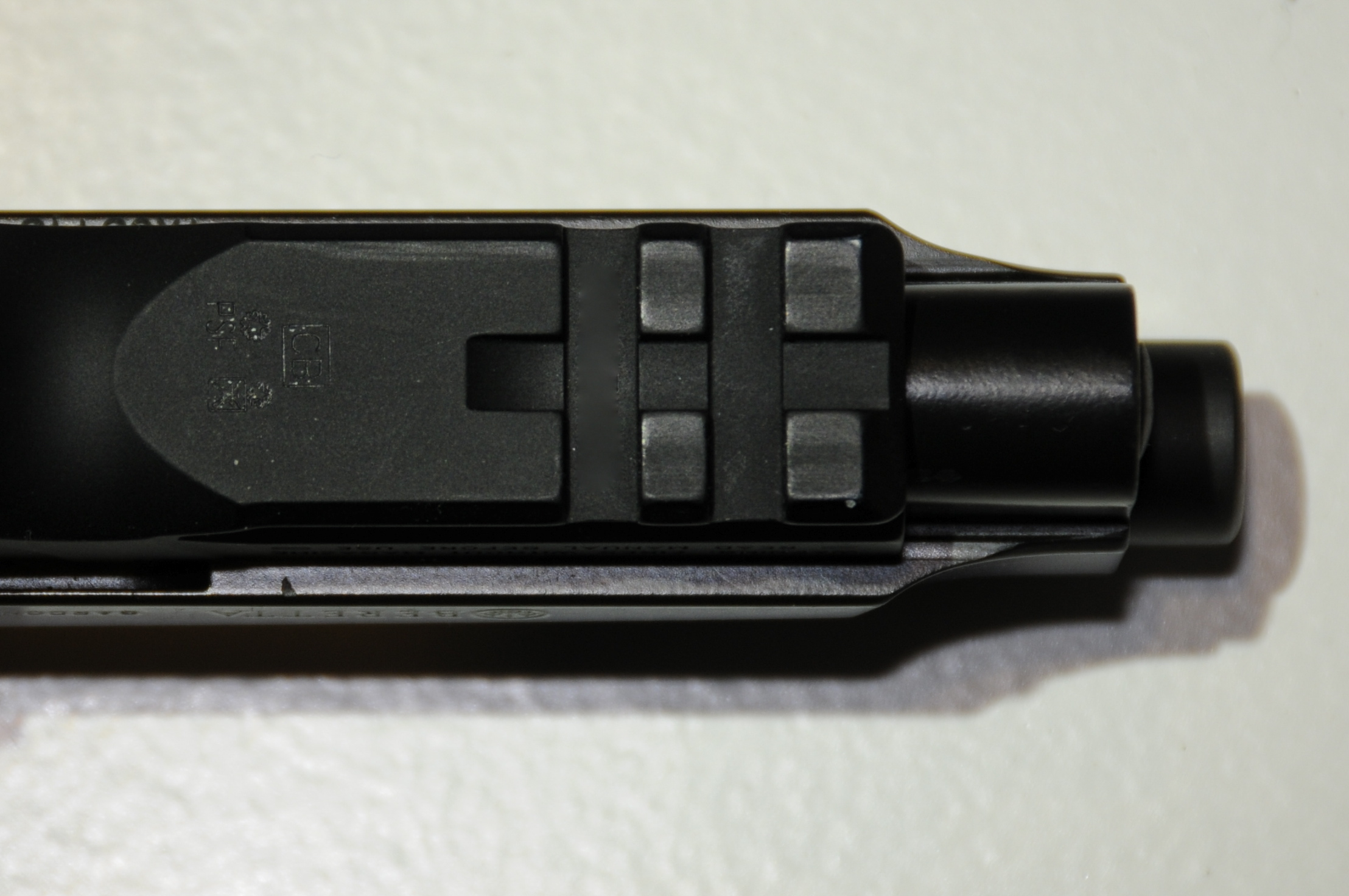
Vista inferior do trilho Picatinny
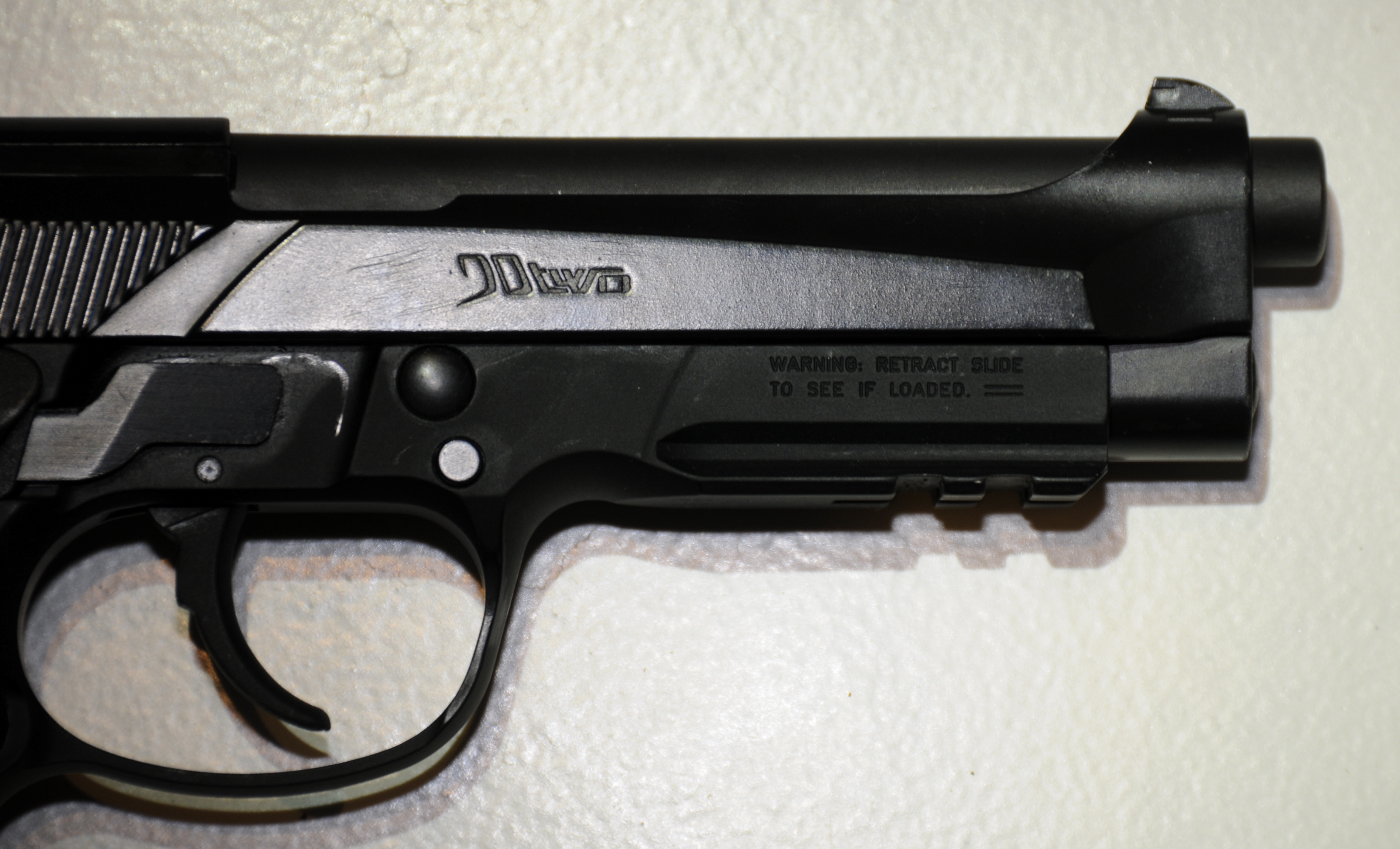
Trilho Picatinny sem a tampa do trilho acessório